# Adam Lallana
Adam David Lallana (St Albans, 10 de maio de 1988) é um ex futebolista inglês que atuava como meio-campista. Ele Ficou Famoso Após Passar Pelo Liverpool, em 2014. Sua última passagem foi pelo Southampton

## Clubes
Na infância, Lallana era torcedor do Everton, assim como seu pai. Aos cinco anos de idade, mudou-se para Bournemouth, onde ingressou nas categorias de base da equipe homônima, onde permaneceria até 2000.
No mesmo ano, foi para o Southampton, onde jogaria na base até 2006, quando fez sua estreia como profissional aos 18 anos, pela Copa da Liga Inglesa, contra o Yeovil Town. Emprestado ao Bournemouth em outubro de 2007, disputaria apenas três partidas. De volta ao Southampton, só marcaria o primeiro gol como profissional em abril de 2008, contra o West Bromwich.
Em 1 de julho de 2014 transferiu-se ao Liverpool.
Em maio de 2020, anunciou que iria renovar contrato por 1 mês, para terminar a temporada no Liverpool Football Club.

## Seleção Inglesa
Sua primeira convocação para o time principal veio em 2012, ficando no banco de reservas no jogo frente à Ucrânia, não tendo entrado em campo. A estreia em campo foi em novembro de 2013, na partida contra o Chile - além dele, outros dois atletas do Southampton foram convocados (Rickie Lambert e Jay Rodriguez).
Marcou seu primeiro gol, único da partida contra a Eslováquia pelas Eliminatórias da Copa do Mundo FIFA de 2018 em 4 de setembro de 2016.

## Títulos
Liverpool
- Liga dos Campeões da UEFA: 2018–19
- Supercopa da UEFA: 2019
- Copa do Mundo de Clubes da FIFA: 2019
- Campeonato Inglês: 2019–20

### Prêmios individuais
- 81º melhor jogador do ano de 2016 (Marca)[10]